# Фрасибул (тиран Сиракуз)
Фрасібул, також Фрасибул Сиракузький — тиран Сиракуз з 466 до 465 року до н. е. Брат тиранів Гелона та Гієрона.

## Біографічні відомості
Успадкував владу над містом після смерті Гієрона. Не встиг здобути перемоги над зовнішніми ворогами. Не збереглося жодних будівель, зведених за його правління, чи навіть згадок про будівництво. В пам'яті сиракузців він залишився лише як жорстокий і жадібний царьок — перевершивши в грошолюбстві навіть свого брата.
Поклавши око на чуже майно, Фрасибул висував проти його власників надумані звинувачення і засуджував до страти або вигнання.
Чи торкнулися конфіскації олігархії — джерела не уточнюють, але врешті решт навіть найближче оточення тирана — зокрема й зяті Хромій та Аристон — згуртувалося проти нього.
Змовники не прагнули повалити тиранію (зрештою, саме завдяки цьому режиму вони отримали високе становище і можливості для збагачення), але намагалися обмежити сваволю володаря або ж замінити його іншим, поміркованішим тираном (Р. Харкворт припускає, що ватажки олігархії робили ставку на сина Гелона). Можливо, саме тому вони не пішли шляхом замахів. А намагалися використати громадянське невдоволення.
Діодор Сицилійський стверджує, що змовники самі підбурювали сиракузців до повстання, але враховуючі його власні повідомлення, що більшість містян і так була налаштована проти Фрасибула, йдеться швидше про мовчазне розширення можливостей для агітації та мобілізації, чого найближче оточення тирана цілком могло домогтися без оприлюднення власних планів.
Імовірно, що була й скасована аборона на публічні виступи.
А далі ситуація вийшла з-під контролю олігархії, навіть ватажків народ швидко обрав собі із власного середовища.
Фрасибул намагався маневрувати і навіть пішов на певні поступки. Але було вже запізно.
Завадити озброєнню сиракузців Фрасибул не зміг, хоча й хотів. Тому зрештою змінив тактику.
Тиран облишив спроби контролювати квартали, населені супротивниками, і агору, розташовані на сицилійському березі. Натомість зібрав відданих йому громадян з числа колишніх найманців Гелона (місфофорів) на острові Ортігія, який в Сиракузах грав роль акрополя або ж урядового кварталу.
Враховуючи, що прихильникам Фрасибул щедро платив — з грошей, конфіскованих в інших громадян, людей зі зброєю він зібрав чимало, не менше 15 тисяч. З ними тиран розраховував витримати навіть тривалу облогу.
Повстанці швидко зрозуміли, що власних сил для штурму Ортігії в них не вистачає. Тому звернулися по допомогу до інших сицилійських міст, де на той час вже була встановлена демократія — Акраганта, Гімери, Селінунта, і навіть до тубільців-сикулів, з якими перед тим вели запеклі війни за землю. Це дозволило їм зібрати велику армію і військовій флот.
Водночас ватажки повстання намагалися розкласти лави супротивника так би мовити «зсередини». Адже змовники і надалі діяли в оточенні тирана.
Місфофорів теж закликали перейти на бік народу, обіцяючи зберегти за ними усі громадянські права, до міст, звідки вони походили, надіслали посольства, які вмовляли їхних мешканців вплинути на співвітчизників.
Така тактика виявилася напрочуд ефективною — у вирішальний момент більша частина найманців залишила Фрасибула. Він зазнав поразки в бою на морі та на суходолі і змушений був розпочати перемовини про капітуляцію.
Повстанці зрештою погодилися надати тирану «коридор», за яким він разом із вірними йому найманцями міг вільно залишити Сиракузи. Фрасибул вже як приватна особа оселився в сусідньому місті Локри.